# منتخب جنوب السودان لكرة القدم
منتخب جنوب السودان لكرة القدم (بالإنجليزية: South Sudan National Football Team)‏ يمثل جنوب السودان في لعبة كرة القدم ويديره اتحاد جنوب السودان لكرة القدم الهيئة المنظمة لكرة القدم في جمهورية جنوب السودان .
كان يشرف على المنتخب المدرب الكوري الجنوبي لي سونغ جيا منذ عام 2014 حتى عام 2015، هذا المدرب دخل التاريخ بقيادته منتخب جنوب السودان للفوز بأول مباراة رسمية تقام في جنوب السودان بعد الفوز على منتخب غينيا الاستوائية ولذلك في سبتمبر 2015.

## اللاعبون
حراسة المرمى
- جمعة جينارو  نادي الهلال
- كيندي ستارلينو  نادي الملكية
- ديفيد ألفريد  غير معروف

الدفاع
- زكريا اتناسيو  الأهلي شندي
- محمد زكريا  أطلع برة
- أتير توماس  نادي الهلال
- دينق مقاك  أطلع برة
- مؤمن واتير  الميرغني
- ديفيد دادا  نادي الملكية
- دواج جوك  أورانج كاونتي بلوز

الوسط
- أقوير جوزيف  الخرطوم الوطني
- شول ضوار  دانيالا وايت ايغل
- ايزاك موغامبي  الأمل عطبرة
- ألوك أكيج  نادي المريخ
- جيمس ليسوك  نادي كتور

الهجوم
- دومنيك أبوي  الخرطوم الوطني
- خميس لينو  أطلع برة
- سبت برونو  غير معروف
- لادولي لوساره  انتر لايبزيغ

## المباريات والنتائج
فوز  تعادل  خسارة
| موعد           | الخصم         | نتيجة*      | المكان                   | البطولة                           |
| -------------- | ------------- | ----------- | ------------------------ | --------------------------------- |
| 10 يوليو 2011  | توسكر         | 1–3 (خسر)   | ملعب جوبا، جنوب السودان  | مباراة ودية                       |
| 3 أغسطس 2011   | ناكيفوبو فيلا | 1–1 (تعادل) | ملعب جوبا، جنوب السودان  | مباراة ودية                       |
| 10 يوليو 2012  | أوغندا        | 2–2 (تعادل) | ملعب جوبا، جنوب السودان  | مباراة ودية                       |
| 24 نوفمبر 2012 | أثيوبيا       | 1-0 (خسر)   | كامبالا، أوغندا          | بطولة شرق ووسط أفريقيا لكرة القدم |
| 27 نوفمبر 2012 | كينيا         | 2-0 (خسر)   | كامبالا، أوغندا          | بطولة شرق ووسط أفريقيا لكرة القدم |
| 30 نوفمبر 2012 | أوغندا        | 4-0 (خسر)   | كامبالا، أوغندا          | بطولة شرق ووسط أفريقيا لكرة القدم |
| 27 نوفمبر 2013 | زنجبار        | 2-1 (خسر)   | ملعب نيايو الوطني، كينيا | بطولة شرق ووسط أفريقيا لكرة القدم |
| 30 نوفمبر 2013 | كينيا         | 3-1 (خسر)   | ملعب نيايو الوطني، كينيا | بطولة شرق ووسط أفريقيا لكرة القدم |
| 3 ديسمبر 2013  | أثيوبيا       | 2-0 (خسر)   | ستاد كينيا، كينيا        | بطولة شرق ووسط أفريقيا لكرة القدم |

## المدربين
| السنة       | المدرب              |
| ----------- | ------------------- |
| 2011 –12    | ماليش سورو          |
| 2012 –13    | زوران دوردوفيتش     |
| 2013 –14    | إسماعيل بلانغا      |
| 2014        | سالاي لولاكو صامويل |
| 2014        | اليا واكو           |
| 2014 - 2015 | لي سونغ جيا         |
| 2016        | ليو أيدرا           |
| 2016 -      | جوزيف معليش         |